# Taulasea
Taulasea est le nom samoan donné aux guérisseurs traditionnels polynésiens. La fiabilité de leurs connaissances médicales vient d'être remise au goût du jour dans une clinique d'Auckland.